# Minhaj ul Quran International
Minhaj-ul-Quran International (anglès: Minhaj-ul-Quran International; urdú: تحریک منہاج القرآن) és una organització religiosa i cultural islàmica fundada a Lahore, Pakistan pel líder polític i religiòs Dr. Muhammad Tahir ul Qadri en 1980. L'organització té presència en més de 90 països del planeta.

## Ideologia

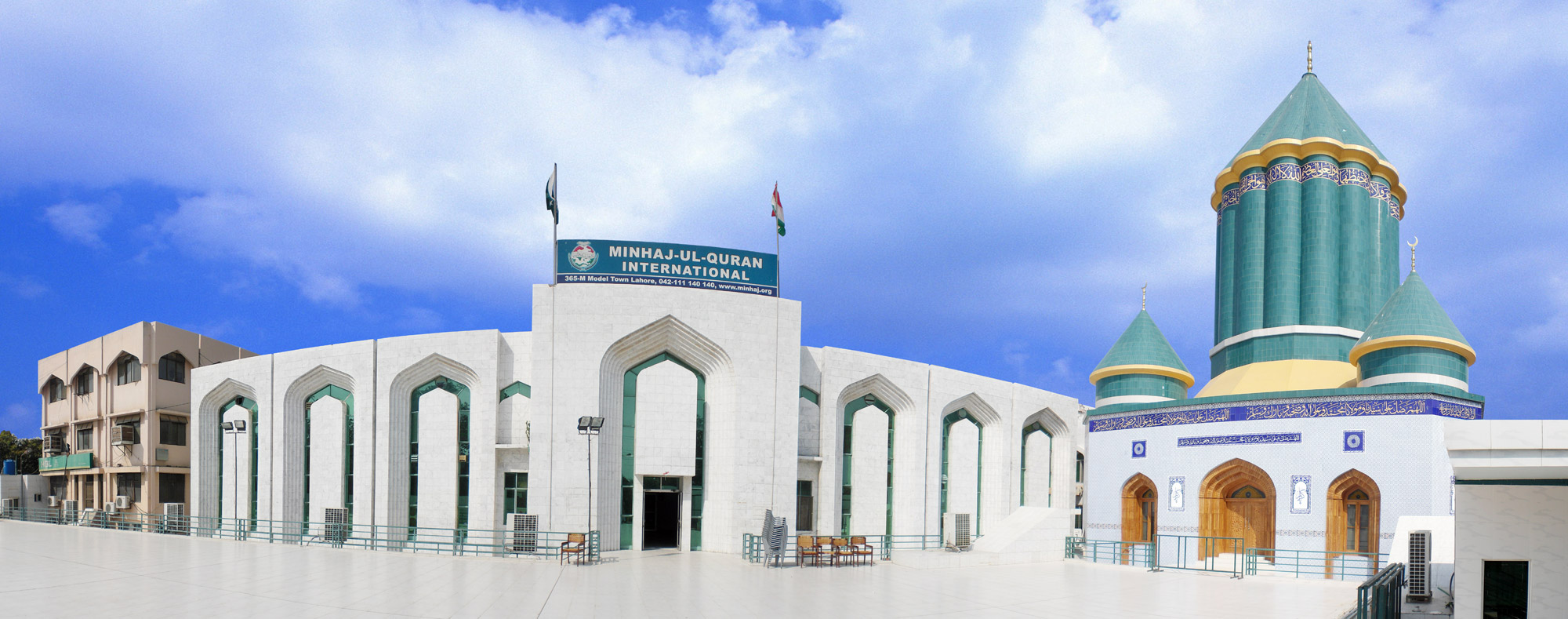
Minhaj ul Quran International

La ideologia de Minhaj-ul-Quran International és multidimensional i és relacionada amb el progrés espiritual, moral, educatiu i social d'éssers humans en la llum d'una interpretació moderna i moderada de l'Alcorà i la Sunna del Profeta de l'islam Muhammad. Promou la moderació religiosa, la pau i l'harmonia inter-religiosa. A Occident s'ha especialitzat en la lluita contra el terrorisme i el radicalisme islàmic entre els joves musulmans en l'esperança de reduir el mal del terrorisme.